# Балла, Павел Карлович
Павел Карлович Балла (18 апреля 1930, дер. Павловце (ныне — района Вранов-над-Топлёу, Прешовского края, Словакии) — 2008, Ужгород) — украинский живописец венгерского происхождения. Член Союза художников СССР. Член Национального Союза художников Украины с 1967 года.
В 1950 году окончил Ужгородское государственное художественно-промышленное училище прикладного искусства. Ученик Иосипа Бокшая, Адальберта Эрдели и Романа Сельского.
В 1956 году — выпускник факультета монументально-декоративной росписи Львовского государственного института прикладного и декоративного искусства (ныне Львовская национальная академия искусств).
П. Балла — художник-монументалист, пейзажист. Один из классиков закарпатской школы живописи. Жил и работал в Ужгороде.
Брат — Ласло Балла (1927—2010), украинский и венгерский поэт, прозаик, переводчик, журналист, редактор. Заслуженный работник культуры Украины.